# Niederdruckgießen

Schema des Niederdruckgießens

Niederdruckgießen ist ein industrielles Gießverfahren zur Herstellung von Gussstücken.

## Metallguss
Unter Niederdruck-Gießverfahren (ND-Gießverfahren) versteht man Gießanordnungen, bei denen die Metallschmelze (vornehmlich Aluminium, aber auch Magnesium, Kupfer, Eisen und Stahl) meist mittels eines Steigrohrs von unten her in den Formhohlraum der aufgesetzten Gießform, meist eine Kokille (Dauerform), aber auch eine Sandform oder eine Feingießform (Schalenform), gedrückt wird. Dabei wird die Aufwärtsbewegung des flüssigen Metalls entgegen der Schwerkraft vorzugsweise nach dem Gasdruckprinzip bewirkt.

### Grundsätzlicher Verfahrensablauf
Durch Gasdruckbeaufschlagung gelangt das Metall steigend in den Formhohlraum. Nach der Formfüllung bleibt auch während der Erstarrung der Gasdruck aufrechterhalten, um die Nachspeisung zum Ausgleich des Volumendefizits (Lunker) beim Übergang vom flüssigen in den festen Zustand zu ermöglichen. Dies setzt naturgemäß eine möglichst gerichtete Erstarrung von oben nach unten voraus und bedingt eine möglichst günstige Gussstückgestaltung oder Querschnittsabstufungen.

## Kunststoffguss
Der Begriff Niederdruckguss wird auch im Zusammenhang mit dem Umspritzen durch Schmelzklebstoff verwendet. Hierbei wird eine heiße flüssige Kunststoffmasse mit geringem Druck (1 bis 30 bar) in ein Werkzeug gepresst.